# شهرستان چارلستون (کارولینای جنوبی)
شهرستان چارلستون، کارولینای جنوبی (به انگلیسی: Charleston County, South Carolina) یک سکونتگاه مسکونی در ایالات متحده آمریکا است که در کارولینای جنوبی واقع شده‌است.

## خصوصیات
شهرستان چارلستون ۳٬۵۱۷٫۲۲ کیلومترمربع مساحت دارد.